# Араукария чилийская

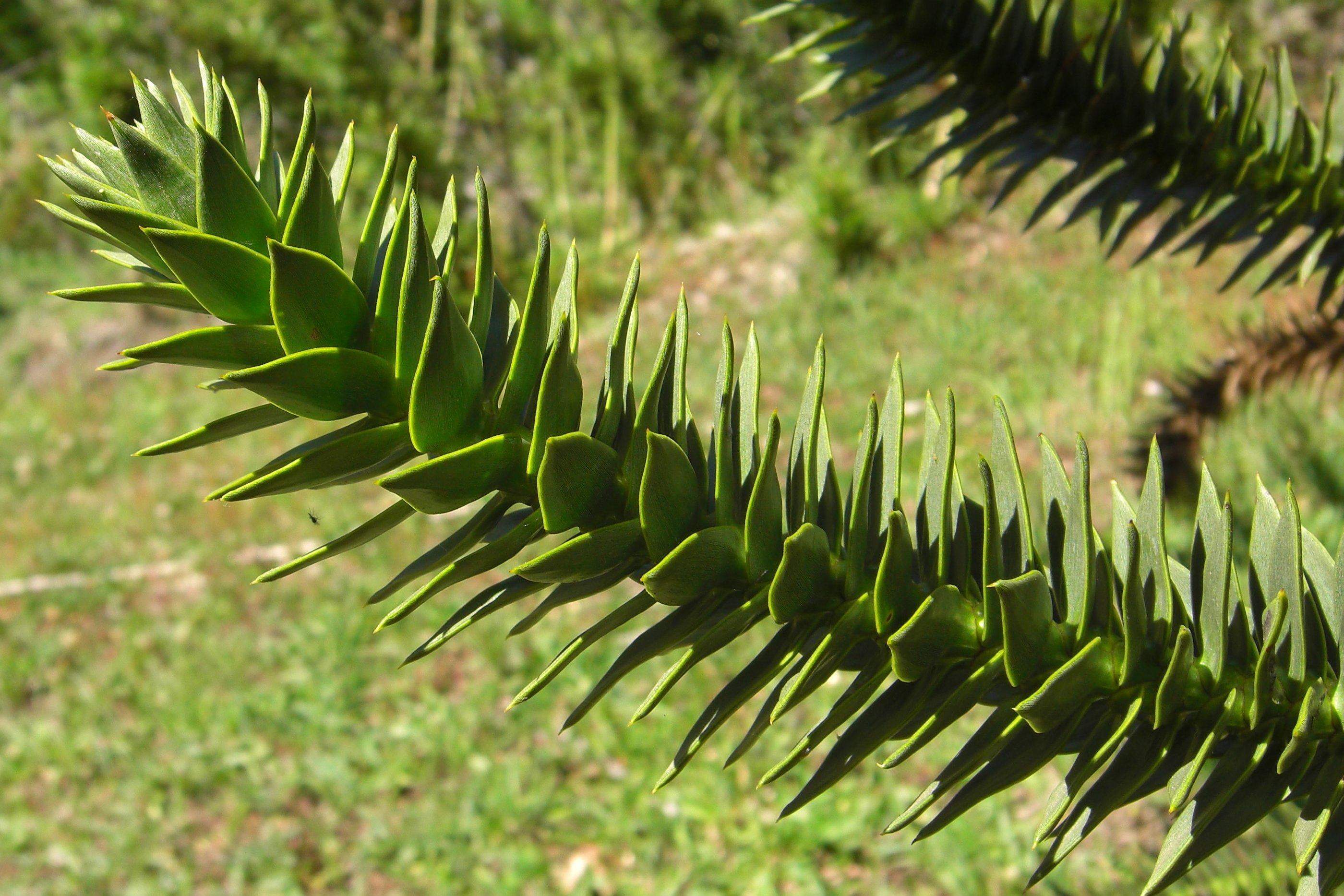

Араукария чилийская (лат. Araucaria araucana) — хвойное дерево. Очень крупное дерево — некоторые экземпляры достигают высоты 60 м, при диаметре ствола до 1,5 м. Родина — Чили и западная часть Аргентины. Как декоративное дерево распространена в Западной Европе.

## Ботаническое описание

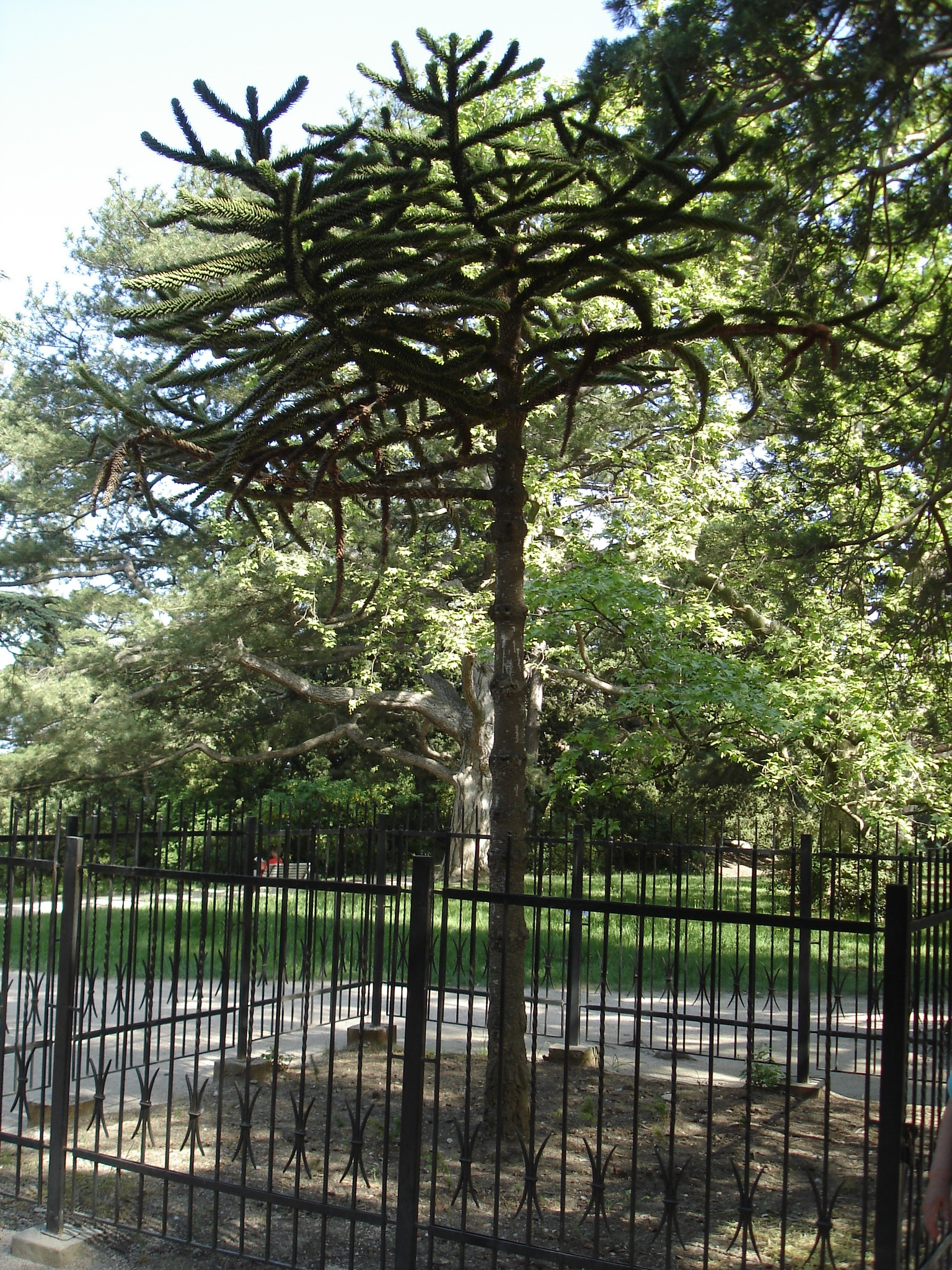
Чилийская араукария в парке Воронцовского дворца, Алупка

Крона молодых деревьев широкопирамидальная, причем нижние её ветви лежат прямо на земле. С возрастом нижние ветви обычно опадают. Боковые ветви взрослых деревьев расположены по 6—7 в мутовках, они горизонтально простёртые или немного свисающие у старых деревьев; крона становится плоско-зонтиковидной, расположенной лишь на вершине ствола.
Её похожие на пальцы ветви покрыты колючими листками кожистой структуры. Кора смолистая, толстая, продольно-трещиноватая. Листья араукарии чилийской жёсткие, колючие, тёмно-зёленые, спирально расположенные, покрывают ветви очень плотно друг к другу.

## Экология и применение
Араукария чилийская светолюбива, растёт в условиях влажного климата, на равномерно влажных, незаболоченных, достаточно богатых питательными веществами почвах. Хорошо переносит и засушливые условия, а также небольшие морозы.
Арауканы употребляют семена араукарии в пищу в сыром или поджаренном виде. Смола используется в народной медицине арауканов. Древесина этой араукарии желтовато-белого цвета, её используют в строительстве.
Араукария чилийская используется как декоративное растение. В 1796 году её завезли в Англию (первое выращенное дерево просуществовало почти сто лет). После этого араукария широко распространилась в Западной Европе (вплоть до Норвегии). В России и бывшем СССР её можно увидеть в ботанических садах и парках Крыма и Кавказа.